# خاویر اویلس
خاویر اویلس (انگلیسی: Javier Avilés؛ زادهٔ ۱۷ اوت ۱۹۹۷) بازیکن فوتبال اهل اسپانیا است.
از باشگاه‌هایی که در آن بازی کرده‌است می‌توان به باشگاه فوتبال لگانس اشاره کرد.